# Вотивная колонна

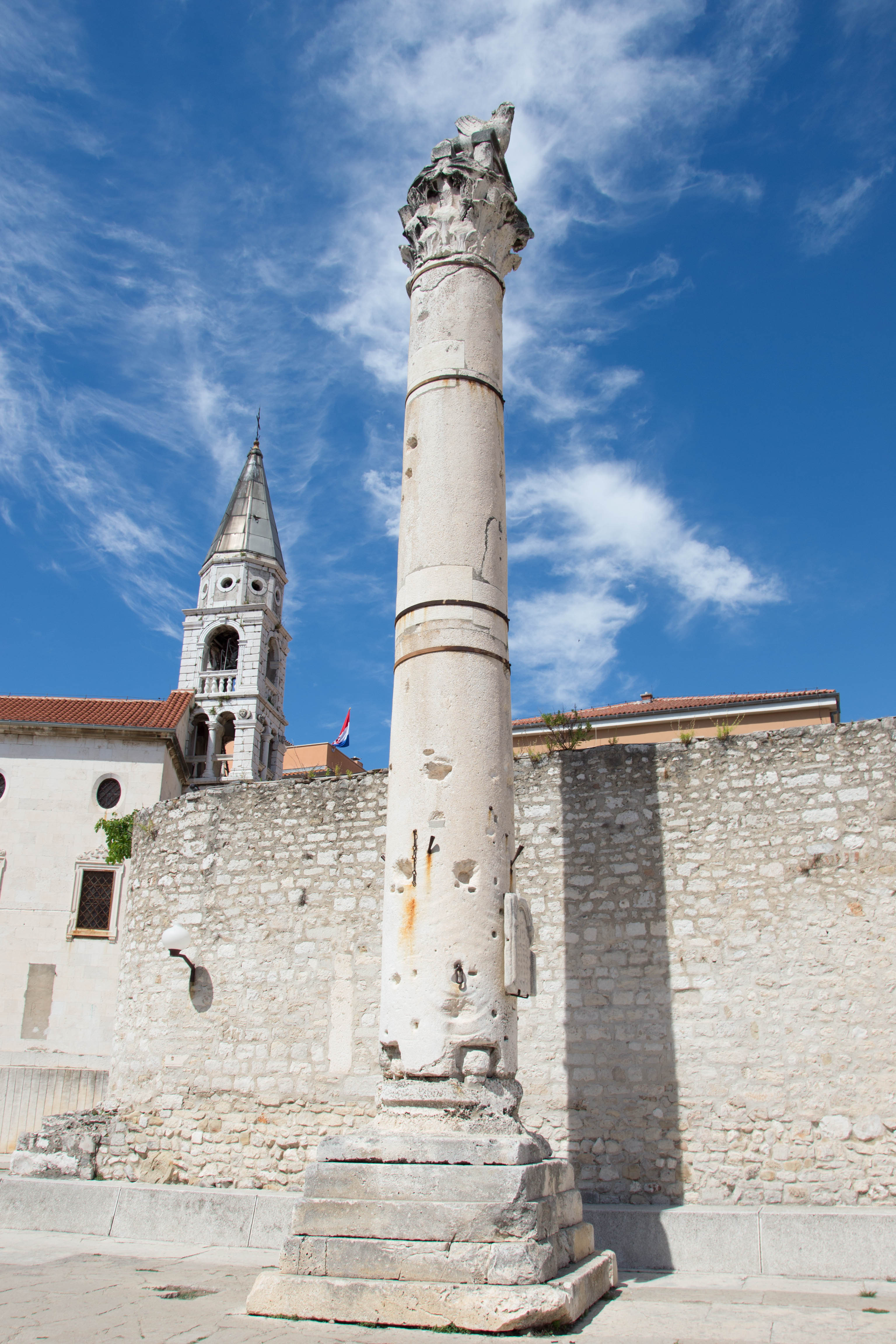
Вотивная колонна на римском форуме в Задаре, Хорватия.

Вотивная колонна (вотивный столб) — сочетание колонны (столба) и вотивного изображения.
Возведение колонн, не являющихся частью конструктивного элемента конструкции храма, а являющихся постаментами для вотивных скульптур, в древнегреческих храмах хорошо засвидетельствовано, по крайней мере, с архаического периода. Самый старый известный образец — коринфская колонна в храме Аполлона Эпикурия в Бассах в Аркадии, датированная 450—420 годами до нашей эры. Она не является частью ордера самого храма, который имеет дорическую колоннаду, окружающую храм, и ионический ордер внутри ограды целлы. В центре целлы свободно стоит единственная коринфская колонна, которую историки и архитекторы интерпретируют как вотивную колонну.
В императорском Риме существовала практика воздвижения статуи императора на вершине колонны. Последней такой колонной была Колонна Фоки, воздвигнутая на Римском форуме и посвященная или повторно освященная в 608 году. Христианская адаптация — это Марианская колонна, датируемая по крайней мере X веком (в Клермон-Ферране во Франции). Колонна Богоматери в Сарагосе датируется XV веком. Марианские колонны стали особенно популярны в эпоху Контрреформации, начиная с колонны Мира на площади Санта-Мария-Маджоре в Риме. Сама колонна является последней уцелевшей из восьми колонн центрального нефа базилики Константина, разрушенной землетрясением в IX веке. В 1614 году её перенесли на площадь Санта-Мария-Маджоре и увенчали бронзовой статуей Богородицы с Младенцем. В течение десятилетий она служила образцом для многих колонн в Италии и других европейских странах, таких как Мариенсойле в Мюнхене (1638), посвящённых Святой Деве Марии или Святой Троице, и воздвигнутых в знак благодарности за прекращение эпидемий (Чумные колонны) или в честь побед в религиозных войнах (Триумфальные колонны).

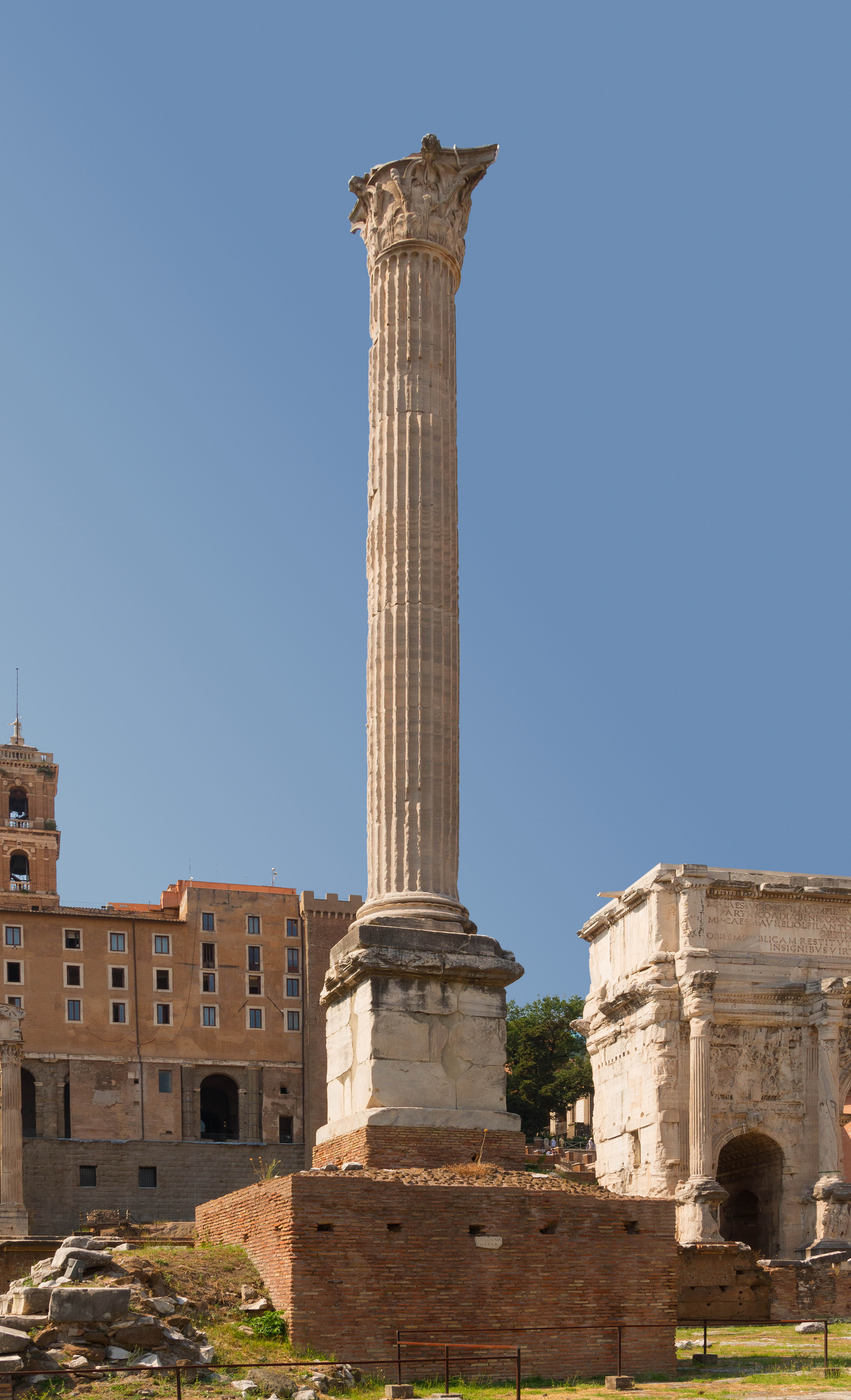
Колонна Фоки в Риме
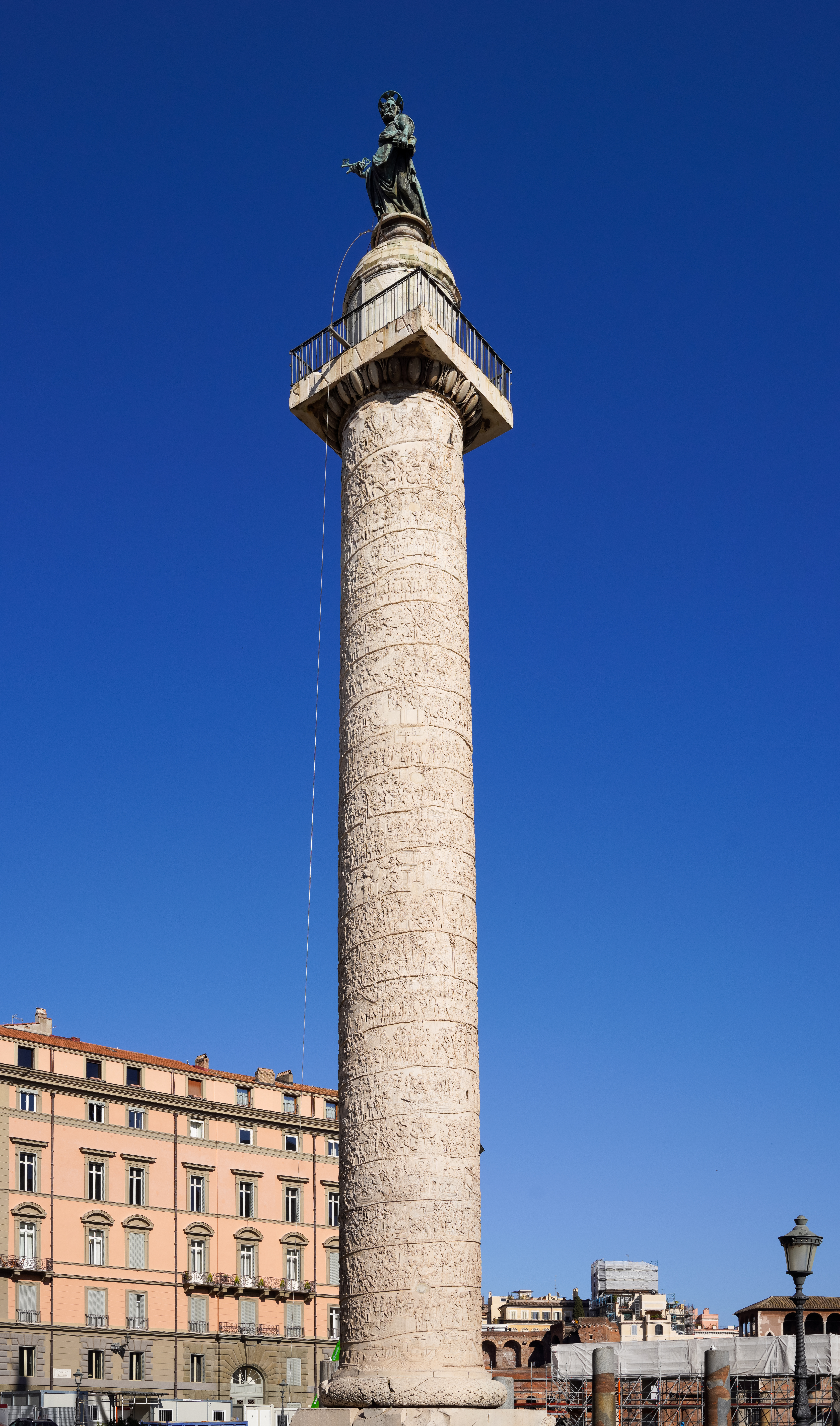
Колонна Траяна в Риме
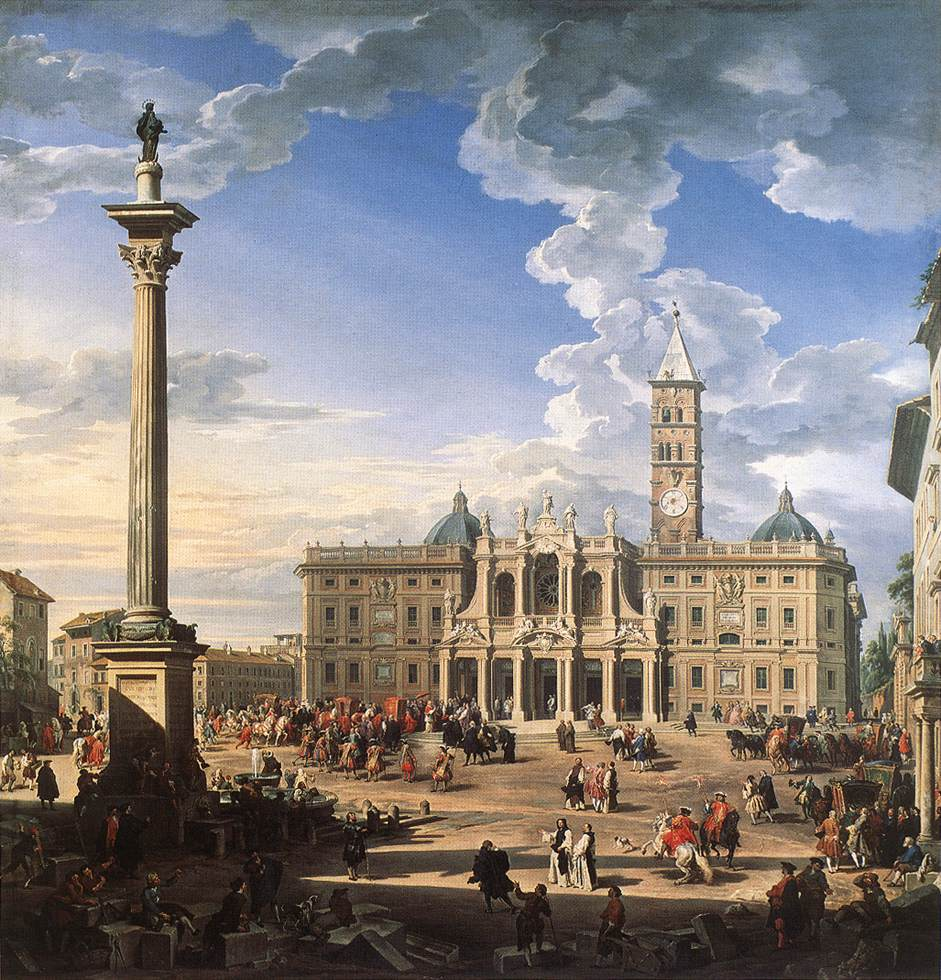
Колонна Мира на площади перед Санта-Мария-Маджоре, Рим
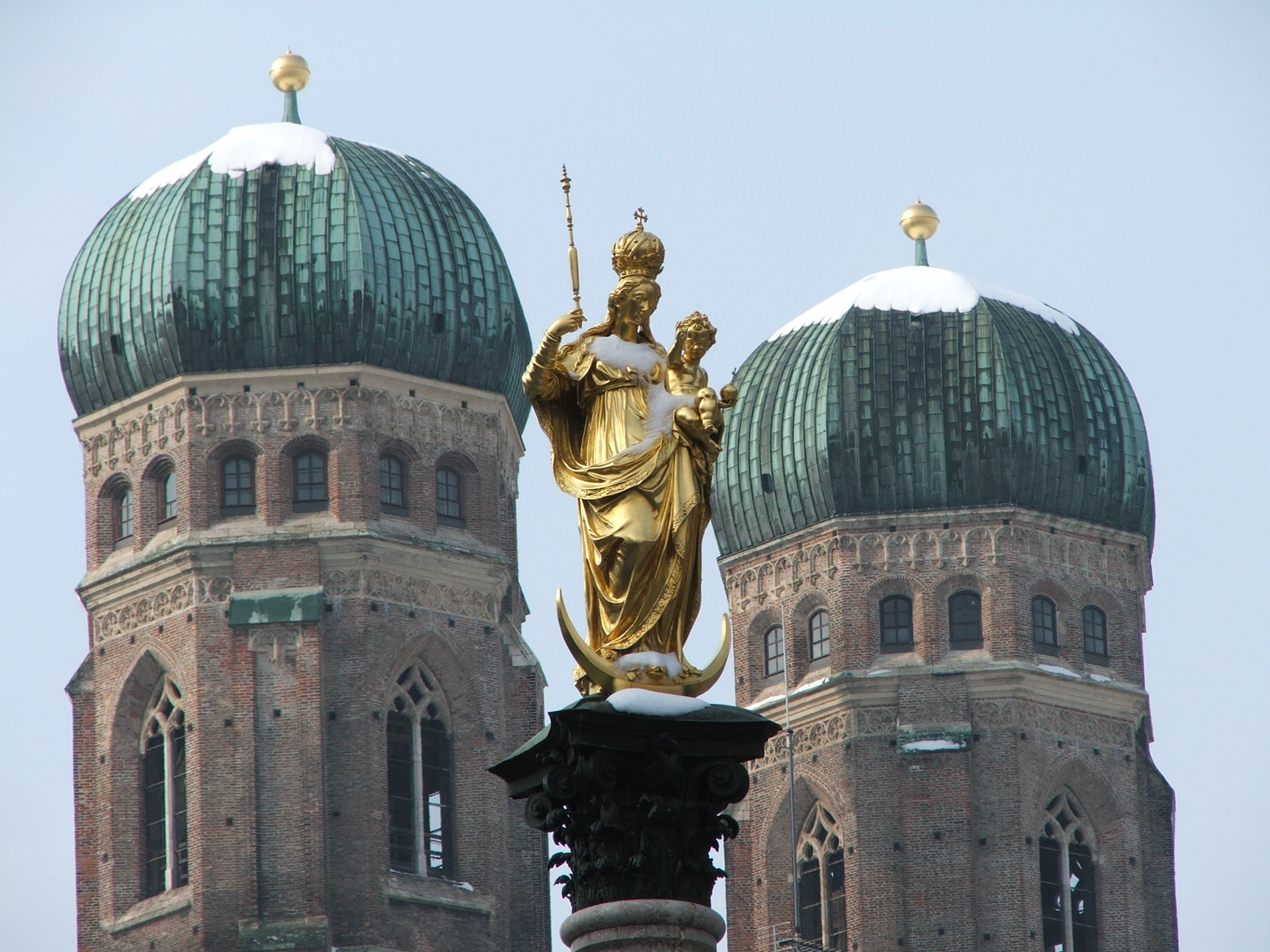
Мариина колонна на фоне двух башен мюнхенской Фрауэнкирхе
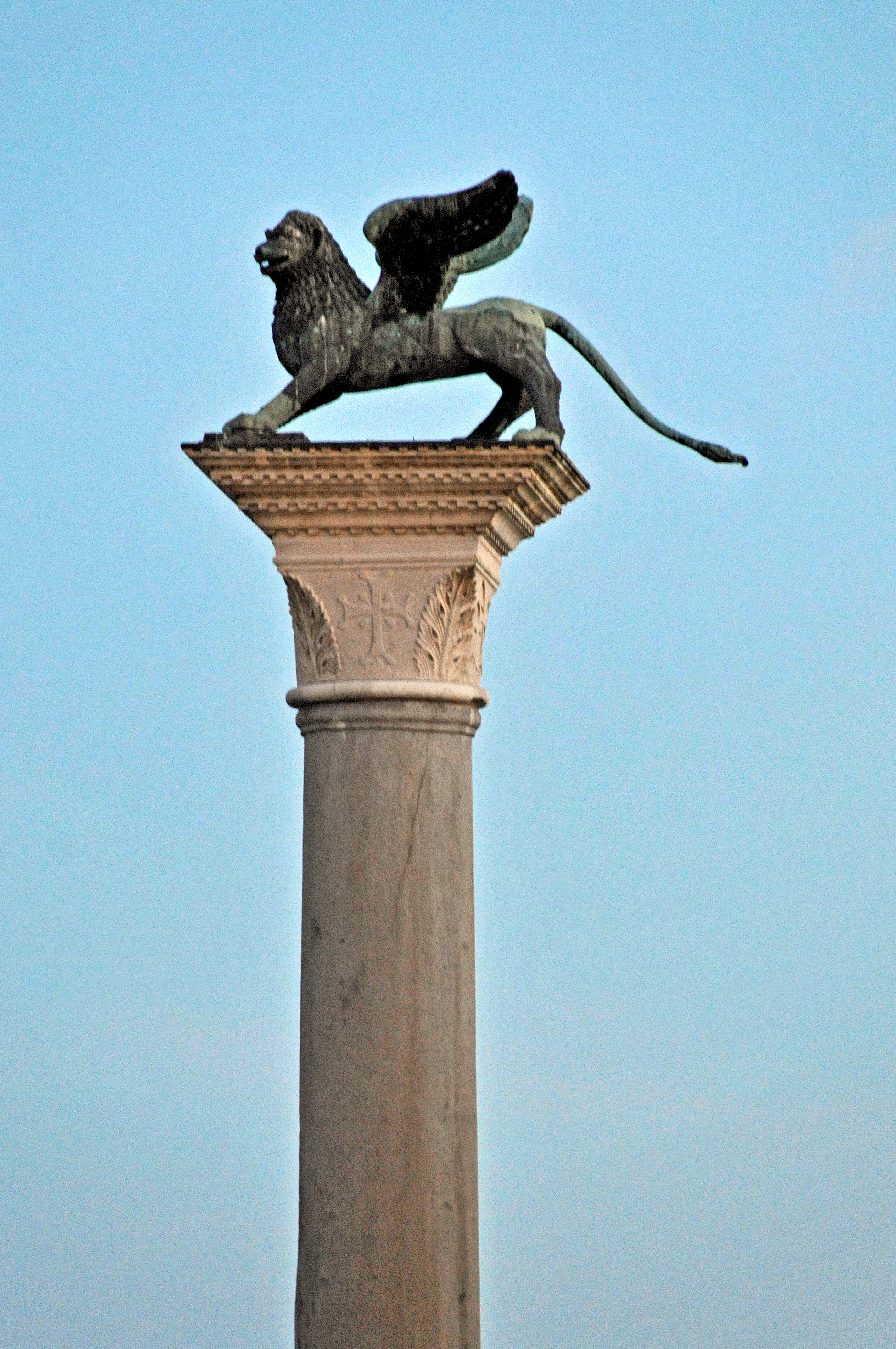
Колонна Святого Марка в Венеции
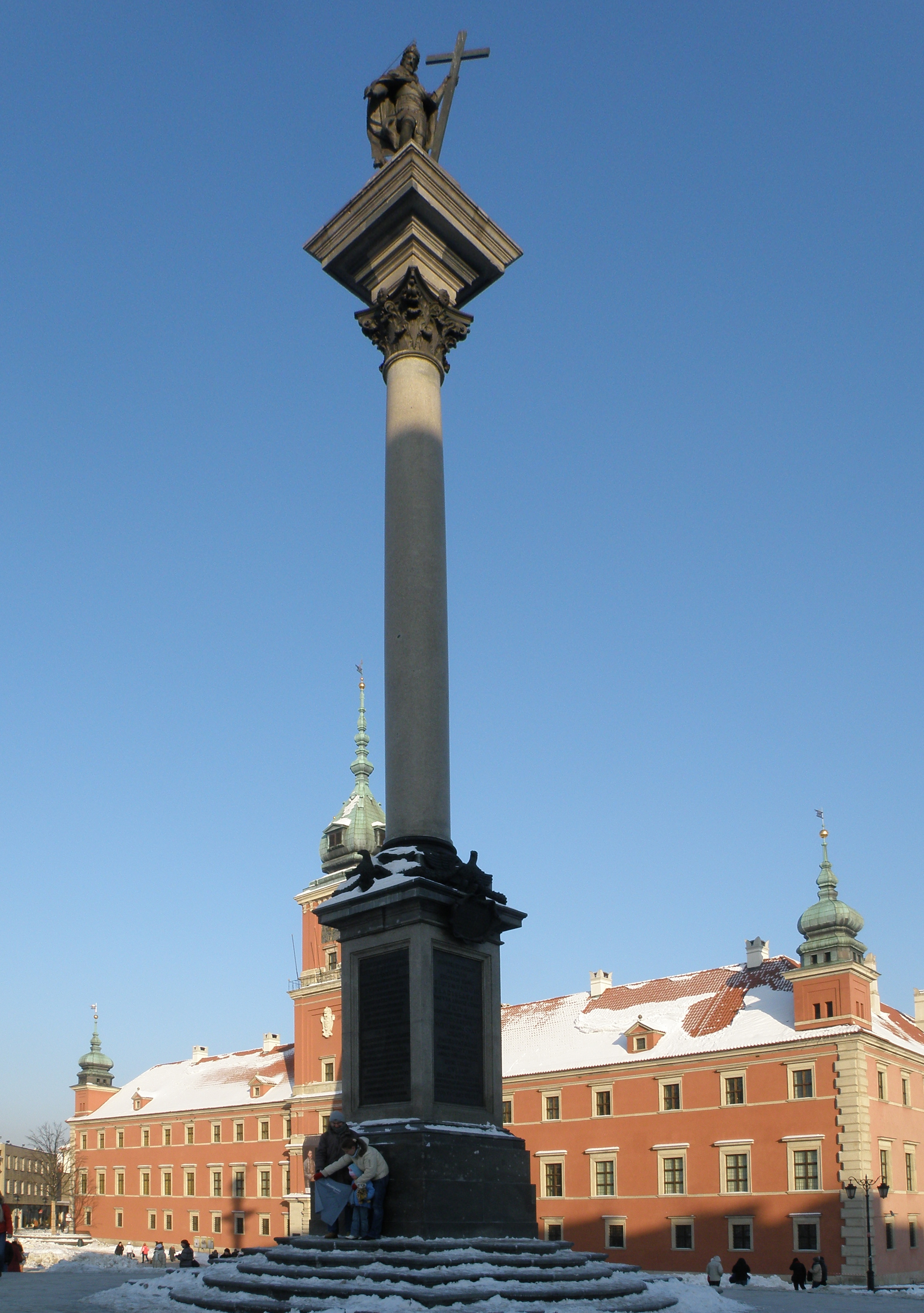
Колонна Сигизмунда в Варшаве
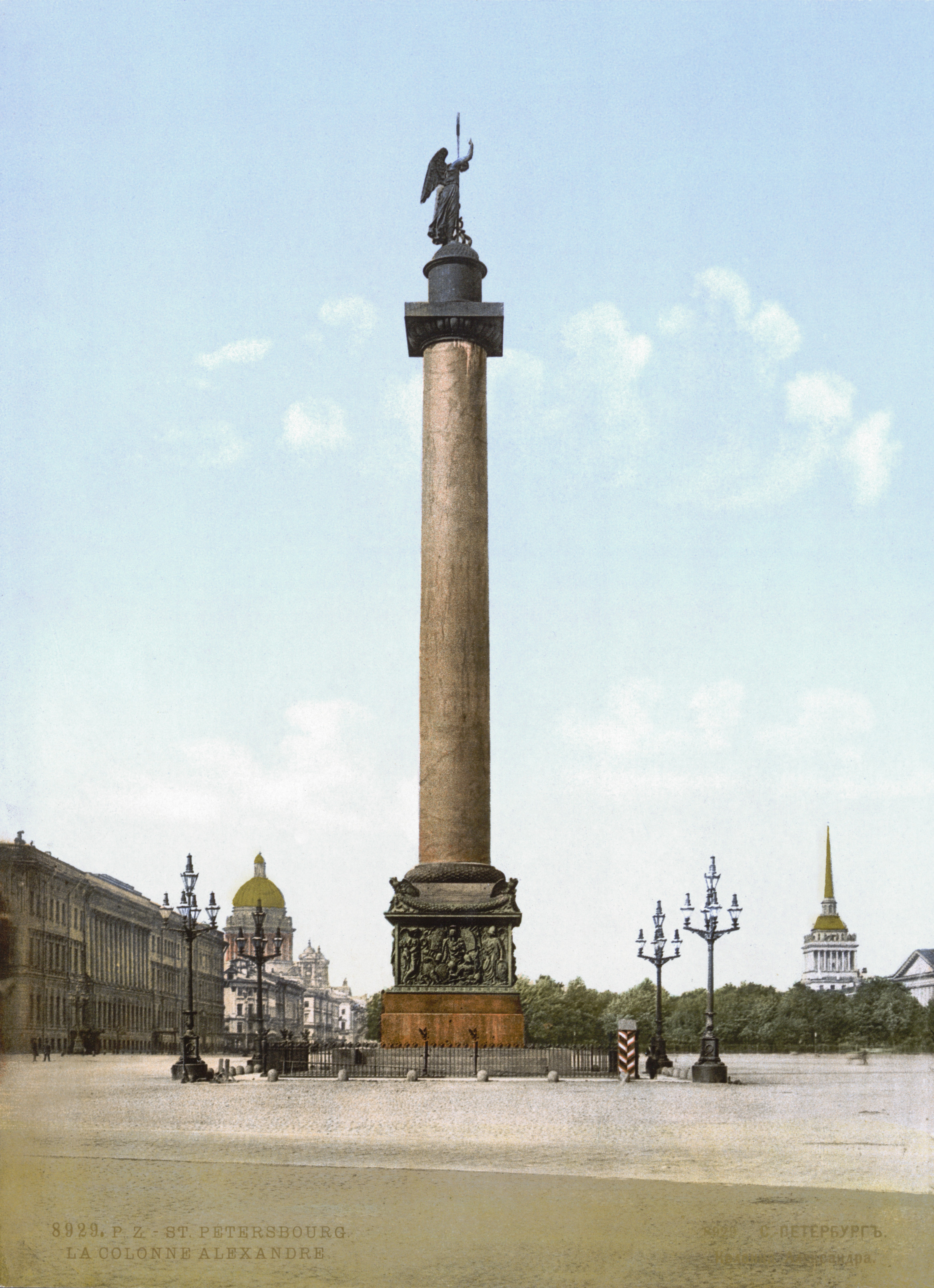
Александровская колонна в Санкт-Петербурге